# Almani Moreira
Pour les articles homonymes, voir Moreira.
Almani Da Silva Moreira est un joueur de football international bissaoguinéen né le 16 juin 1978. Il possède également la nationalité portugaise. Almani Moreira évolue au poste de milieu de terrain créatif et mesure 1,68 m pour 72 kg.

## Biographie
Moreira a disputé 128 matches pour le Standard dont 115 comme titulaire (21 buts). Au terme de la saison 2005-2006, les Liégeois décident de ne pas prolonger son contrat.
Lors de ses quatre saisons au Partizan Belgrade, il est considéré comme le meilleur joueur de Serbie et la question de sa naturalisation y fut même évoquée.
Moreira possède 19 sélections en équipe du Portugal des moins de 21 ans et est devenu international "A" avec l'équipe de Guinée-Bissau lors de l'année 2010.

## Vie privée
Almani Moreira a épousé Émilie Graf, fille d'Helmut Graf, un footballeur allemand installé en Belgique qui a également joué pour le Standard de Liège de 1976 à 1982. Ils sont les parents de Diego Moreira, footballeur au RC Strasbourg.